# Brudefärden i Hardanger
Denna artikel handlar om Rasmus Breisteins film  från 1926. För Adolph Tidemands och Hans Gudes måleri se Brudfärden i Hardanger.
Brudefärden i Hardanger (originaltitel Brudeferden i Hardanger) är en norsk svartvit stumfilm (drama) från 1926. Filmen regisserades av Rasmus Breistein och i de ledande rollerna ses Aase Bye, Gunhild Schytte-Jacobsen och Henry Gleditsch.

## Handling
Marit Skjølte ska resa med sina föräldrar till Amerika, men ångrar sig i sista stund då hon inte vill lämna sin käresta Anders Bjåland. Paret förlovar sig men snart därefter reser Anders bort ett år och när han kommer hem har han förlovat sig med den rika Kari Bjørve. Först på Anders och Karis bröllopsdag får Marit kännedom om hans trolöshet. Marits dröm om lycka är raserad.
Många år passerar och Marit har blivit änka på en av bygdens rikaste gårdar. Hon har fått många barn, men bara två av dessa är fortfarande i livet: Eli och Vigleik. Anders har mist sin fru och motgång och olycka har gjort honom till en fattig man. Han bor nu hemma hos sin son Bård. Marit håller fortfarande av Anders, men är för stolt för att visa det. När Eli och Bård förälskar sig i varandra bryts avståndet mellan de gamla och det finner varandra igen.

## Rollista
- Aase Bye – Marit Skjølte som ung
- Gunhild Schytte-Jacobsen – Marit Skjølte som gammal
- Henry Gleditsch	– Anders Bjåland som ung
- Alfred Maurstad	– Vigleik, Marits son
- Annik Saxegaard – Eli, Marits datter
- Oscar Larsen – Anders Bjåland som gammal
- Martin Fiksen	– Bård, Anders Bjålands son
- Dagmar Myhrvold – Kari Bjørve
- Vilhelm Lund – Tore Skjølte
- Henny Skjønberg – Tores mor
- Gustav Berg-Jæger – prästen
- Edel Johansen – främmande i domargården
- Emma Juel – domarhustru
- Ole Leikvang – husman
- Rasmus Rasmussen – domare
- Ernst Sem-Johansen – främmande i domargården

## Om filmen
Brudefärden i Hardanger var Rasmus Breisteins fjärde filmregi efter Tattar-Anna (1920), Jomfru Trofast (1921) och Felix (1921). Filmen bygger på Kristofer Jansons bonderoman Marit Skjølte från 1905 som omarbetades till filmmanus av Breistein. Filmen fotades och klipptes av Gunnar Nilsen-Vig och hade premiär den 26 december 1926 i Norge. Den distribuerades då av Kommunenes filmcentral.
Filmen blev restaurerad av Norsk Filminstitutt 2007. Musiken omarrangerades och komponerades av Halldor Krogh och är framförd av Bergen Filharmoniske Orkester. Filmen utgavs också på DVD och distribueras av Norsk Filminstitutt.